# Philippe Ier (roi séleucide)
Pour les articles homonymes, voir Philippe Ier et Philadelphe.
Sauf précision contraire, les dates de cet article sont sous-entendues « avant l'ère commune » (AEC), c'est-à-dire « avant Jésus-Christ ».
Philippe Ier Philadelphe (« Qui aime son frère ») est un roi séleucide qui règne sur une partie de la Syrie de 93 à 83 av. J.-C. avant l'occupation des territoires séleucides par Tigrane II d'Arménie.

## Biographie
Fils d'Antiochos VIII et de Cléopâtre Tryphaena, frère jumeau d'Antiochos XI, Philippe se dresse avec lui contre leur cousin, Antiochos X Eusèbe qui a renversé leur frère aîné Séleucos VI. Celui-ci ayant péri brûlé vif par les habitants de Mopsueste, les deux frères vengent la mémoire de leur aîné en détruisant la ville et en massacrant ses habitants. Il s'établit à Antioche et devient le seul roi régnant sur le nord de la Syrie après la mort de son frère Antiochos XI, noyé dans l'Oronte en 93, et la disparition de leur cousin Antiochos X, tué ou capturé par les Parthes à une date inconnue. Mais il doit résister aux attaques de son frère Démétrios III, alors à la tête du royaume de Damas. Démétrios est battu et capturé par les Parthes en 88 et meurt en 87. Son frère Antiochos XII lui succède à Damas, pour peu de temps car il est tué en livrant bataille face aux Nabatéens.
Philippe est donc le dernier fils survivant d'Antiochos VIII, tous ses frères ayant péri. En 83, le roi d'Arménie, Tigrane II, s'empare du nord de la Syrie et d'Antioche. Il existe trois possibilités sur ce qu'il advient alors de lui :
- soit il disparaît vers 84 de mort naturelle, amenant les Antiochiens à offrir le royaume à Tigrane[2] ;
- soit il est contraint à la fuite par Tigrane et meurt plus tard à une date inconnue, peut-être assassiné en Cilicie[réf. nécessaire] ;
- soit il est toujours en vie en 69 et doit être identifié comme étant Philippe II[réf. nécessaire].

Il est probablement le père de Philippe II, dit l'« Ami des Romains » et dernier roi séleucide. On ignore qui est son épouse.